# Кембловиці (Мазовецьке воєводство)
Кембловиці (пол. Kębłowice) — село в Польщі, у гміні Нарушево Плонського повіту Мазовецького воєводства.
Населення — 114 осіб (2011).
У 1975-1998 роках село належало до Цехановського воєводства.

## Демографія
Демографічна структура станом на 31 березня 2011 року:
|          | Загалом | Допрацездатний вік | Працездатний вік | Постпрацездатний вік |
| -------- | ------- | ------------------ | ---------------- | -------------------- |
| Чоловіки | 54      | 14                 | 34               | 6                    |
| Жінки    | 60      | 16                 | 33               | 11                   |
| Разом    | 114     | 30                 | 67               | 17                   |